# Vůz Btn753 ČD
Přípojný vůz Btn753 (do 1. ledna 2001 řada 043, od 1. ledna 2001 pak Btn753,, původně písmenným označením Bhfn) byl vyráběn pro České dráhy Moravskoslezskou vagónkou (nyní Škoda Vagonka) v letech 1995–1997. Je primárně určen do souprav s motorovým vozem řady 843 a případně i řídicím vozem řady Bftn791.

## Konstrukce
Konstrukčně je přípojný vůz řady Btn753 shodný s řídicím vozem řady Bftn791, který vznikl odvozením právě z přípojného vozu. Ten zase vychází z konstrukce motorového vozu řady 843, je však nižší a kratší. Vůz je lehké ocelové samonosné konstrukce, střecha a podlaha je vyrobena z nerezových plechů, vnější plášť vozu z uhlíkové oceli. Karoserie je uložena na dvou dvounápravových podvozcích. Interiér vozu je rozdělen do tří oddílů pro cestující, které jsou navzájem odděleny nástupními prostory. Obě čela vozu jsou průchozí.

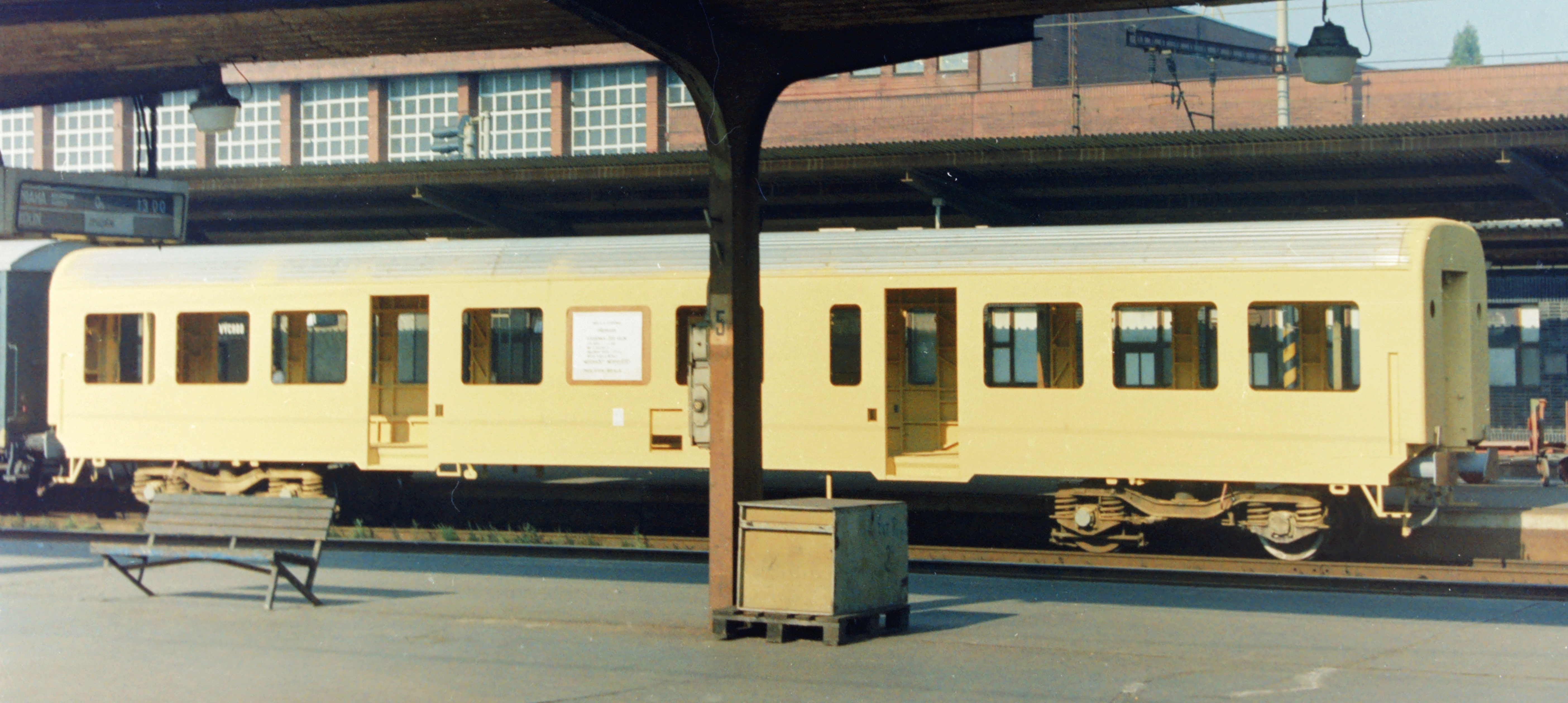
Skříň prototypu vozu řady 043

## Vývoj, výroba a provoz

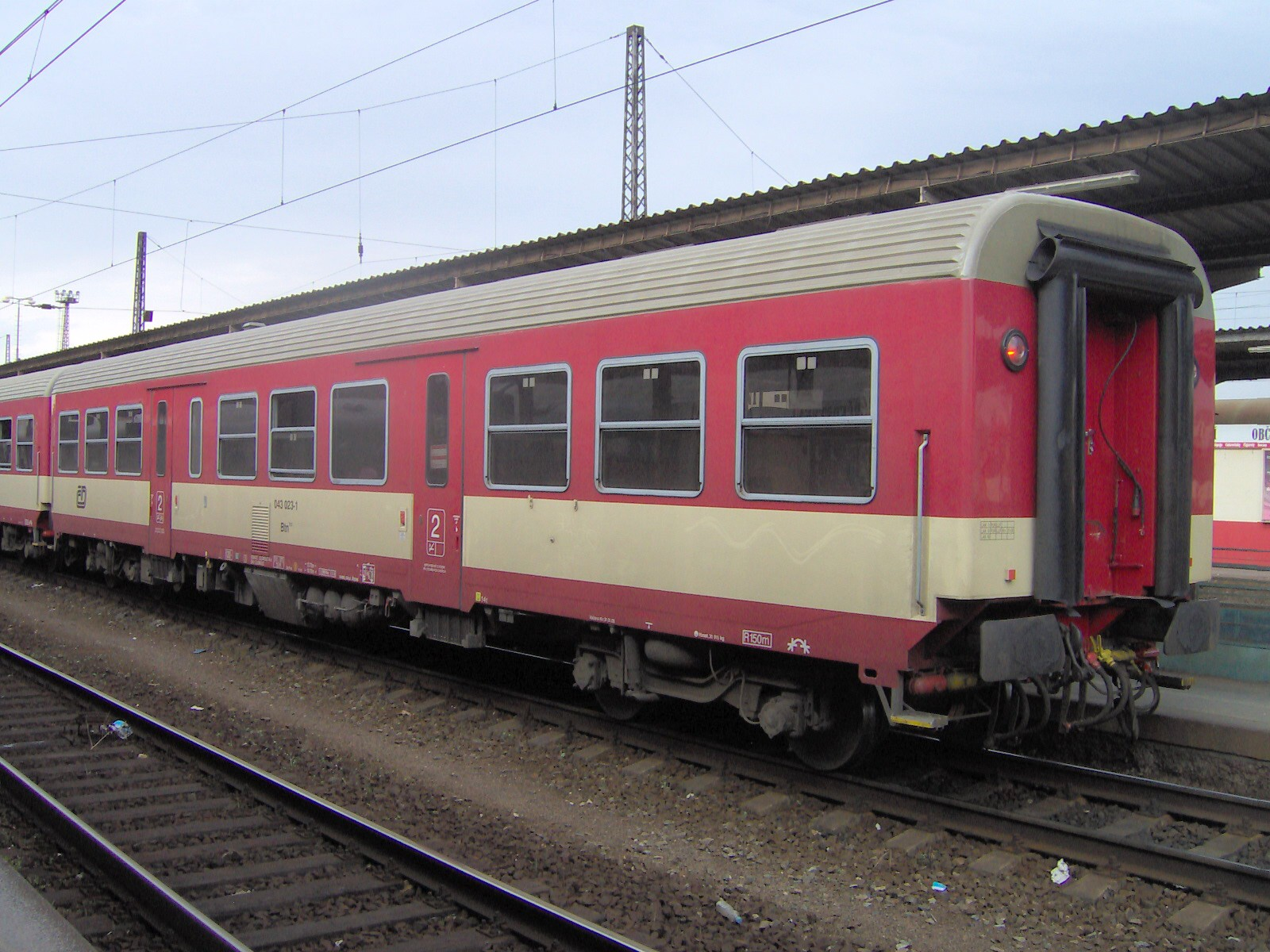
Vůz Btn^{753} na nádraží v Olomouci

Přípojné vozy řady Btn753 byly vyvinuty společně s motorovými vozy řady 843. Dva prototypy byly vyrobeny v roce 1995 společně s jedním motorovým vozem, prototyp řídicího vozu vznikl o rok později. Sériová výroba přípojného vozu probíhala v letech 1996 a 1997, kdy bylo ČD dodáno dalších 30 kusů. Původní plány se zmiňovaly i o provozu s motorovými vozy řad 842 a 854. Kvůli nízkému počtu vyrobených vozů ale řada Btn753 prakticky jezdí pouze s vozy řady 843.
V květnu 2023 byly přípojné vozy řady Btn753 dislokovány v Trutnově, Olomouci, Hradci Králové a Táboře kde s motorovými vozy řady 843 a případně i řídicími vozy řady Bftn791 tvoří soupravy (ve druhém případě i vratné), jež jsou provozovány nejen jako osobní vlaky a spěšné vlaky, ale i jako rychlíky. Od 13. listopadu 2023 jsou v provozu s elektrickými lokomotivami řady 113 na trati Tábor — Bechyně, kde nahradily přípojné vozy řady BDtax782.

## Technické parametry
- počet míst k sezení/stání: 72/60
- délka přes nárazníky: 19 700 mm
- maximální rychlost: 120 km/h
- hmotnost: 31 t (vozy 043.001 a 002) / 32 t (ostatní vozy)
- uspořádání pojezdu: 2’ 2’